# László Batthyány-Strattmann
László Batthyány-Strattmann (n. 28 octombrie 1870, Viena, Austro-Ungaria – d. 22 ianuarie 1931, Viena, Republica Austriacă) a fost un medic și filantrop maghiar. În anul 1914 a moștenit de la unchiul său titlul de principe (în maghiară herceg, în germană Herzog). Ca medic i-a ajutat pe săraci și a devenit cunoscut drept „doctorul săracilor”. A fost beatificat în anul 2003.

## Viața
László Batthyány-Strattmann s-a născut la 28 octombrie 1870 la Dunakiliti (Ungaria). La vârsta de 12 ani a rămas orfan de mamă. Conform dorinței tatălui său a studiat agricultura, cu scopul de a administra proprietatea familiei. În 1900 obține licența în medicină la Universitatea din Viena și se specializează pe rând în medicină generală, chirurgie, și în cele din urmă în oftalmologie. 
A deschis un spital privat, cu 25 de paturi, iar mai târziu, în urma moștenirii unui castel, s-a întors în Ungaria și a înființat un spital pentru săraci pe care i-a îngrijit gratuit. A fost căsătorit cu contesa Maria Teresa Coreth, o femeie de o religiozitate profundă, cu care a avut o căsătorie fericită și armonioasă și 13 copii. A murit la 22 ianuarie 1931, după 14 luni de grele suferințe, la Viena.